# Sérézin-de-la-Tour
Sérézin-de-la-Tour település Franciaországban, Isère megyében. Lakosainak száma 1134 fő (2022. január 1.). Sérézin-de-la-Tour Cessieu, Les Éparres, Nivolas-Vermelle, Ruy-Montceau, Saint-Victor-de-Cessieu és Succieu községekkel határos.

## Népesség
A település népessége az elmúlt években az alábbi módon változott:
| Lakosok száma | 386  | 482  | 529  | 776  | 960  | 1011 | 1057 | 1106 | 1130 | 1134 |
|               | 1968 | 1982 | 1990 | 2006 | 2013 | 2015 | 2017 | 2019 | 2020 | 2022 |